# US-amerikanische Leichtathletik-Hallenmeisterschaften 2021
Die US-amerikanischen Leichtathletik-Hallenmeisterschaften 2021 (englisch 2021 USATF Indoor Championships) waren vom USA Track & Field (USATF) nie offiziell bekannt gegeben worden. Es wurde aber angenommen, dass sie vom 20. bis 21. Februar 2021 in Albuquerque im US-Bundesstaat New Mexico stattfinden sollten. Wegen der anhaltenden COVID-19-Pandemie wurde die Veranstaltung nicht durchgeführt. 
Eine Gruppe von USATF-Medizinern und -Wissenschaftlern hatte zwar an einem strengen Hygienekonzept gearbeitet, aber vor dem Hintergrund steigender Infektionszahlen in New Mexico wurde entschieden, dass angesichts der landesweiten Beschränkungen und Richtlinien in New Mexico sowie anderer logistischer Herausforderungen die Meisterschaften als zu schwierig für eine sichere Durchführung einzustufen seien.